# Звєрєва Елліна Олександрівна
Еліна Олександрівна Звєрєва (біл. Эліна Аляксандраўна Зверава, нар. 16 листопада 1960, Тула, Тульська область, СРСР) — радянська та білоруська легкоатлетка, що спеціалізується на метанні диска, олімпійська чемпіонка 2000 року, бронзова призерка Олімпійських ігор 1996 року, дворазова чемпіонка світу, призерка чемпіонатів світу та Європи.

## Кар'єра
| Рік                  | Змагання                         | Місто                | Місце            | Примітки         |
| Представник СРСР     | Представник СРСР                 | Представник СРСР     | Представник СРСР | Представник СРСР |
| -------------------- | -------------------------------- | -------------------- | ---------------- | ---------------- |
| 1988                 | Олімпійські ігри                 | Сеул, Південна Корея | 5                | 68.94 м          |
| 1990                 | Чемпіонат Європи                 | Спліт, Югославія     | 6                | 63.88 м          |
| 1991                 | Чемпіонат світу                  | Токіо, Японія        | 9                | 63.22 м          |
| Представник Білорусь |                                  |                      |                  |                  |
| 1994                 | Чемпіонат Європи                 | Гельсінкі, Фінляндія | 2                | 64.46 м          |
| 1995                 | Чемпіонат світу                  | Гетеборг, Швеція     | 1                | 68.64 м          |
| 1996                 | Олімпійські ігри                 | Атланта, США         | 3                | 65.64 м          |
| 1996                 | Фінал Гран-прі IAAF              | Мілан, Італія        | 2                | 64.66 м          |
| 1997                 | Чемпіонат світу                  | Афіни, Греція        | 2                | 65.90 м          |
| 1998                 | Чемпіонат Європи                 | Будапешт, Угорщина   | 4                | 65.92 м          |
| 2000                 | Олімпійські ігри                 | Сідней, Австралія    | 1                | 68.40 м          |
| 2000                 | Фінал Гран-прі IAAF              | Доха, Катар          | 2                | 63.96 м          |
| 2001                 | Чемпіонат світу                  | Едмонтон, Канада     | 1                | 67.10 м          |
| 2002                 | Фінал Гран-прі IAAF              | Париж, Франція       | 3                | 63.28 м          |
| 2004                 | Олімпійські ігри                 | Афіни, Греція        | 15 (q)           | 60.63 м          |
| 2006                 | Чемпіонат Європи                 | Гетеборг, Швеція     | 6                | 61.72 м          |
| 2006                 | Всесвітній легкоатлетичний фінал | Котбус, Німеччина    | 6                | 60.91 м          |
| 2008                 | Олімпійські ігри                 | Пекін, Китай         | 5                | 60.82 м          |
| 2009                 | Чемпіонат світу                  | Берлін, Німеччина    | —                | NM               |